# Халясавэй
Халясавэ́й (нен. Каӆясамэ, названо по одноимённой реке) — село в Пуровском районе Ямало-Ненецкого автономного округа России.

## География
Расположено у реки Еркалнадейпур, в 173 км к югу от районного центра, г. Тарко-Сале.

## Население
| 1989 | 2002 | 2010 | 2011 | 2012 | 2013  | 2014 |
| ---- | ---- | ---- | ---- | ---- | ----- | ---- |
| 594  | ↗651 | ↗775 | ↘771 | ↗798 | ↘795  | ↗806 |
| 2015 | 2016 | 2017 | 2018 | 2019 | 2021  |      |
| ↗837 | ↗842 | ↗866 | ↗884 | ↗910 | ↗1436 |      |

## История
В 1936 году был образован Верхне-Пуровский Сельский Совет депутатов трудящихся. 11 августа 1976 года Решением Ямало-Ненецкого окрисполкома № 163 Верхне-Пуровский Сельский Совет был переименован в Халесовинский Сельский Совет депутатов трудящихся, с 1977 года — Халесовинский Сельский Совет народных депутатов. В 2004 году село получило статус сельского поселения.
«День села» празднуется  в  первую субботу июля.
С 2004 до 2020 г. образовывало сельское поселение село Халясавэй, упразднённое в связи с преобразованием муниципального района в муниципальный округ.

## Герб и флаг села Халясавэй
Герб села утверждён Решением Собрания депутатов МО село Халясавэй (№15) от 4 мая 2008 года (авторы А.Грефенштейн и В.Кондюрин).

В серебряном поле лазоревое вписанное острие, обремененное бегущим оленем в цвет поля с золотыми рогами и копытами и пурпурными глазами и языком, и над ним - серебряной восьмилучевой звездой с большими и малыми лучами попеременно, из длинных лучей нижний - наибольший. По сторонам острие сопровождено двумя лазоревыми сообращенными и выгнутыми в стороны щуками с пурпурными глазами и плавниками. Щит увенчан короной установленного образца.

Флаг села также утверждён Решением Собрания депутатов МО село Халясавэй (№15) от 4 мая 2008 года (авторы А.Грефенштейн и В.Кондюрин).

Прямоугольное полотнище белого цвета с отношением ширины к длине 2:3, со вписанным лазоревым острием, обремененное бегущим оленем в цвет поля с золотыми рогами и копытами и пурпурными глазами и языком, и над ним - серебряной восьмилучевой звездой. По сторонам острие сопровождено двумя лазоревыми сообращенными и выгнутыми в стороны щуками с пурпурными глазами и плавниками. Обратная сторона зеркально воспроизводит лицевую.